# El Totumo
El Totumo es un centro poblado del municipio de Necoclí en  Antioquia (Colombia). Es el principal centro poblado del municipio. Se encuentra aproximadamente a 13 (trece) kilómetros de la cabecera municipal y aproximadamente a 370 (trecientos setenta) kilómetros de Medellín (capital del departamento antioqueño). El Totumo, es uno de esos paraísos escondidos del departamento de Antioquia, ubicado en el golfo de Urabá. Cuenta con playas donde el hombre ha intervenido poco, hay poca infraestructura que pueda afectar el paisaje.
Una de las características agradables del mar de El Totumo, es la baja salinidad del mar, la cual la diferencia de otras playas, gracias a su cercanía con la desembocadura del río Atrato.

## Historia
A mediados del año 1937, cuando aún no había carretera y los medios de transporte era la navegación y a pie por las orillas de la playa, había una boquita (desembocadura de quebrada), cuyo nombre era Machín (se cree que su nombre se debía a la abundancia del mono Cari Blanca, de la cual tomó posesión, un señor llamado Benigno Rodríguez, padre de Rafael Rodríguez. Más adelante, al transcurrir el tiempo, antes de llegar a la desembocadura de la vereda Caimán Nuevo, tomó posesión un señor llamado Tránsito Bravo, alias "Chancho", en la desembocadura de la Madre Vieja, a la cual le llamaron "Boquita de Chancho".
Fue así como de esta manera, llegaron personas a colonizar el territorio y formaron asentamientos porque se dieron cuenta de que eran tierras muy fértiles para la cosecha, de abundante madera y de la Palma Tagua, de la cual sacaban aceite. Los primeros colonos, vivían de la pesca, la tagua y el cultivo del arroz forastero. Un día cualquiera, uno de quienes ya vivían en el territorio, el cazador Eugenio Valdez Pareja, quien tenía una familia numerosa, fue a cazar como lo hacía de costumbre junto a sus perros, para poder sustentar a su familia. Don Eugenio, se encontraba subiendo una montaña, donde una de las laderas del lado del saliente del sol, había un camino de herradura muy antiquísimo (en los cuales, según la gente, caminaban los españoles). 
Mientras los perros buscaban algo para cazar, contaba en su relato, vio una placa enorme y en medio, un árbol de totumo, con unos totumos gigantes, los cuales le llamaron la atención, ya que por como se conocían, estaban exageradamente grandes. De tanta curiosidad, siguió mirando y observando el árbol, y entre todos los totumos, cuenta la leyenda, vio un totumo de oro. Inmediatamente lo arrancó del árbol y tomó rumbo hacia su casa, pero no pudo, ya que se desorientó y no encontraba el camino por ninguna parte. Don Eugenio contaba que de tanto intentarlo, se cansó y, ya fatigado, decidió poner el totumo sobre la placa en la cual estaba el árbol e inmediatamente encontró el camino de vuelta a casa.